# François Cupis de Renoussard
Pour les articles homonymes, voir Cupis.
François Cupis de Renoussard (né à Paris le 10 novembre 1732 et décédé à Paris le 13 octobre 1808) est un violoncelliste, compositeur et pédagogue français.

## Biographie
Il était le fils de Ferdinand-Joseph de Cupis Camargo, professeur de violon et maître à danser rue de la Montagne à Bruxelles, et d'Anne de Smet.
Il était le frère de la célèbre danseuse Marie-Anne de Camargo et du violoniste Jean-Baptiste de Cupis de Camargo.
Il a été l'élève de Martin Berteau. En 1750, il entre à l'Opéra comme « basse du grand chœur ». Il reste à l'Opéra jusqu'en 1770.

## Œuvres
- Recueil d'airs choisis des meilleurs auteurs ajustés pour le violoncelle (Paris, Le Menu, 1761)
- Six duo (sic) pour deux violoncelles, op. 3 (Paris, La Chevardière)
- Six duo (sic) pour deux violoncelles, op. 5 (Bayeux, Le Menu, 1773)
- Airs d'opéra-comiques pour deux violoncelles (Paris, 1777)
- Concerto à grand orchestre pour le violoncelle (Paris, 1783). L'orchestre comprend les cordes, 2 hautbois et 2 cors.
- Méthode nouvelle et raisonnée pour apprendre à jouer du violoncelle (Paris, Le Menu, 1772). La méthode contient des commentaires sur la technique de l'instrument.